# Couvent Sainte-Isabelle de Séville
Ne doit pas être confondu avec Couvent de Santa Isabel la Real.
Le couvent Sainte-Isabelle est situé place Sainte-Isabelle, à Séville, dans la communauté espagnole d'Andalousie.
Il a été fondé en 1490, par la veuve de Gonzalo Farfán des Godos, Isabel de León, en le consacrant à la Visitation de Sainte Isabelle et à San Juan Bautista, comme siège pour loger les religieuses du Mandat Hospitalier de Saint-Jean de Jérusalem. 
Une grande part de cet ensemble conventual a été transformé et réutilisé après le désamortissement, comme prison de femmes, et également centre social. 

## Bâtiment
Du premier bâtiment de ce couvent est seulement conservée une cour avec des piliers de facture mudéjar et une fontaine Renaissance réalisée en marbre.
L'église a été projetée par l'architecte Alonso de Vandelvira, qui a dirigé les travaux en l'an 1602. 

### Intérieur

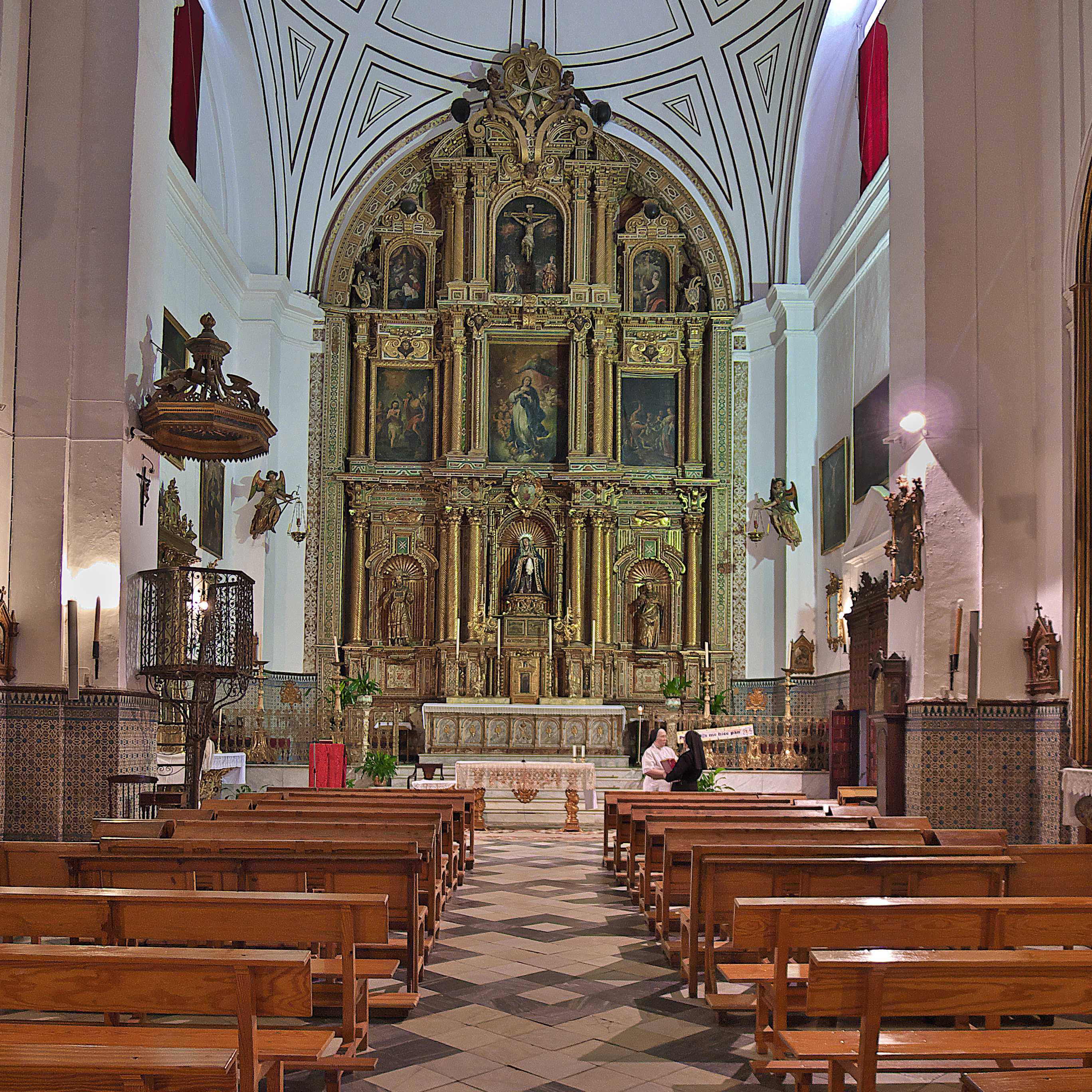
Intérieur de l'église du couvent.

On voit un notable groupe de précieux retables, très en accord avec l'architecture du bâtiment, avec des œuvres maniéristes et baroques de Juan Martínez Montañés, le grand Retable Majeur, œuvre de Juan de Mesa — à qui l'on doit aussi l'image du Christ de la Miséricorde, réalisé en 1622 pour l'ancien Couvent de San José, ou les peintures de Juan del Castillo, réalisées vers l'an 1625.